# Provincia de San Felipe de Aconcagua
La provincia de San Felipe de Aconcagua, denominada entre 1976 y 1979 como provincia de San Felipe, se ubica en el sector este de la Región de Valparaíso, Chile. Tiene una superficie de 2659,2 km² y posee una población de 154.718 habitantes. Su capital provincial es la Ciudad de San Felipe.

## Comunas
La provincia está constituida por 6 comunas: 
- San Felipe
- Llay Llay
- Putaendo
- Santa María
- Catemu
- Panquehue

## Economía
En 2018, la cantidad de empresas registradas en la provincia de San Felipe de Aconcagua fue de 3.569. El Índice de Complejidad Económica (ECI) en el mismo año fue de -0,18, mientras que las actividades económicas con mayor índice de Ventaja Comparativa Revelada (RCA) fueron Cultivo de otros Tubérculos (108,9), Fabricación de Fibras de Vidrio (67,2) y Cultivo de Avena (66,26).

## Autoridades
Las autoridades son nombradas directamente por el Presidente de la República y se mantienen en su cargo mientras cuenten con su confianza.

### Gobernador Provincial (1977-2021)

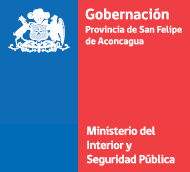
Logotipo de la Gobernación de la Provincia de San Felipe de Aconcagua hasta 2021.

Los siguientes fueron los gobernadores provinciales de San Felipe de Aconcagua.
| Gobernador(a)                | Partido                    | Partido                    | Inicio                  | Final               | Presidente(a) | Presidente(a)           |
| ---------------------------- | -------------------------- | -------------------------- | ----------------------- | ------------------- | ------------- | ----------------------- |
| Sergio Urrutia Francke       |                            | Militar                    | diciembre de 1977       | marzo de 1981       |               | Augusto Pinochet        |
| Titular(es) desconocido(s)   | Titular(es) desconocido(s) | Titular(es) desconocido(s) | 1981                    | 11 de marzo de 1990 |               | Augusto Pinochet        |
| Segismundo Iturra Taito      |                            | PDC                        | 11 de marzo de 1990     | 11 de marzo de 1994 |               | Patricio Aylwin         |
| Guillermo Reyes Cortés       |                            | PS                         | 11 de marzo de 1994     | 11 de marzo de 2000 |               | Eduardo Frei Ruíz-Tagle |
| Guillermo Reyes Cortés       | 11 de marzo de 2000        | PS                         | 2002                    |                     | Ricardo Lagos |                         |
| Nilton Vergara Carrosa       |                            | PRSD                       | 2002                    | 2004                | Ricardo Lagos |                         |
| Fernando Cataldo Olivares    |                            | PDC                        | 14 de diciembre de 2004 | 11 de marzo de 2006 | Ricardo Lagos |                         |
| Leticia Olavarría Cárcamo    |                            | PDC                        | 11 de marzo de 2006     | 22 de enero de 2007 |               | Michelle Bachelet       |
| Jorge Jara Catalán           |                            | PDC                        | 22 de enero de 2007     | 11 de marzo de 2010 |               | Michelle Bachelet       |
| Rodolfo Silva González       |                            | RN                         | 17 de marzo de 2010     | 9 de junio de 2011  |               | Sebastián Piñera        |
| Patricia Boffa Casas         |                            | RN                         | 21 de junio de 2011     | 11 de marzo de 2014 |               | Sebastián Piñera        |
| Eduardo Enrique León Lazcano |                            | PPD                        | 11 de marzo de 2014     | 11 de marzo de 2018 |               | Michelle Bachelet       |
| Claudio Rodríguez Cataldo    |                            | RN                         | 11 de marzo de 2018     | 14 de julio de 2021 |               | Sebastián Piñera        |

### Delegado Presidencial Provincial (Desde 2021)

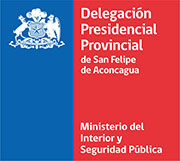
Logotipo de la Delegación Presidencial Provincial de San Felipe de Aconcagua desde 2021.

Nuevo cargo que reemplaza la figura de Gobernador Provincial.
| Delegado(a)                | Partido | Partido | Inicio                   | Final                    | Presidente(a) | Presidente(a)    |
| -------------------------- | ------- | ------- | ------------------------ | ------------------------ | ------------- | ---------------- |
| Boris Luksic Nieto         |         | Ind.    | 14 de julio de 2021      | 11 de marzo de 2022      |               | Sebastián Piñera |
| Scarlet Valdés Pizarro     |         | PL      | 11 de marzo de 2022      | 11 de enero de 2023      |               | Gabriel Boric    |
| Maricel Martínez Vicencio  |         | PPD     | 12 de enero de 2023      | 19 de mayo de 2023       |               | Gabriel Boric    |
| Cristian Aravena Reyes (s) |         | PS      | 20 de mayo de 2023       | 29 de septiembre de 2023 |               | Gabriel Boric    |
| Daniel Muñoz Pereira       |         | PPD     | 30 de septiembre de 2023 | En el cargo              |               | Gabriel Boric    |